# Louis Fernez
Pour les articles homonymes, voir Fernez.
Louis Fernez, né le 1er mai 1900 à Avignon et mort le 10 novembre 1983 à Créteil, est un peintre français, célèbre pour avoir dessiné le timbre postal la Marianne d'Alger.

## Biographie
À 13 ans, il fait l’École des beaux-arts d'Alger sous la direction de Louis Ferdinand Antoni où il se lie d'amitié avec Paul Belmondo puis, en 1917, il est élève à l'École nationale supérieure des beaux-arts dans l'atelier de Cormon. À partir de 1925, Fernez s'installe et travaille à Alger, soutenu par Jean Alazard. Il est lauréat  en 1929 du Grand Prix artistique de l'Algérie, dont il devient membre du jury en 1940.
Il est nommé professeur de peinture à l'École des beaux-arts d'Alger en 1941 et est l'auteur de la Marianne d'Alger (également appelée Marianne de Fernez), qui est une série de timbres à usage courant émise en 1944 en Algérie française puis dans les territoires libérés.
Il a décoré plusieurs bâtiments publics en Algérie : le Foyer civique, le palais de l'Assemblée, le lycée Fromentin (Descartes aujourd'hui), la Cité universitaire de Ben Aknoun, les lycées de Kouba et Mostaganem. Il a également conçu et dessiné le mobilier du musée national des beaux-arts d'Alger dont il est attaché de direction à partir de 1947.
Une quinzaine d'œuvres de Fernez sont conservées au Musée national des Beaux-Arts d'Alger dont : La Leçon de chant, La Place d'Isly à Alger et Environs de Miliana.

## Élèves
- Mohamed Louaïl[2]